# Wasserturm Radolfzell
Der Wasserturm des ehemaligen Milchwerks in Radolfzell an der Güttinger Straße war im Jahr 2010 noch in seiner ursprünglichen Form erhalten. Das 1956 errichtete Bauwerk wurde nach einer Umgestaltung vollkommen verändert und wird heute als Hotel genutzt.

## Ursprüngliches Bauwerk
Der im Grundriss polygonale, schlichte Turm war 31 m hoch. Der Schaft hatte vier Etagen (einschließlich Erdgeschoss) mit einem zentralen Treppenaufgang. Der Turmkopf, die Ummantelung des Behälters, kragte kaum vor, war aber durch ein Gesims vom Schaft abgesetzt. Der darin befindliche Stahlbehälter wurde schon vor der anstehenden Umgestaltung entfernt. Unmittelbar unter dem Dach wies der Kopf eine umlaufende Reihe kleiner Fenster auf. Ein flaches, überstehendes Zeltdach schloss das Bauwerk nach oben ab.

## Geschichtliches
Das Milchwerk Radolfzell errichtete den Bau 1956 für die betriebliche Wasserversorgung. Schon 1979 brauchte das Unternehmen den Turm nicht mehr und legte ihn still. Lange Zeit fand sich keine Verwendungsmöglichkeit. 2002 schrieb die Stadt den Turm zum Kauf aus, für 25.000 € erwarb ihn schließlich ein einheimischer Bauunternehmer.

## Umbau und weitere Nutzung
Der Turm wurde zum ersten Nullenergie-Passiv-Hochhaus der Welt umgebaut und beherbergt seit April 2017 ein außergewöhnliches Designhotel. Das Projekt wurde vom Bundesumweltministerium als Demonstrationsanlage gefördert. Da der Wasserturm nicht unter Denkmalschutz stand, konnten umfangreiche, die Bausubstanz vollkommen verändernde Umbaumaßnahmen umgesetzt werden. Der alte, marode Turmkopf wurde vollständig zurückgebaut und durch mehrere vorkragende Stockwerke ersetzt. Auf der Nordseite erschließt nun ein separater Aufzugs- und Treppenturm den eigentlichen Hotelturm. Das Fundament des neuen Gebäudes, das zugleich als Wasserbecken mit Wasserfällen an die ursprüngliche Nutzung erinnern soll, wurde schon 2008 gegossen.

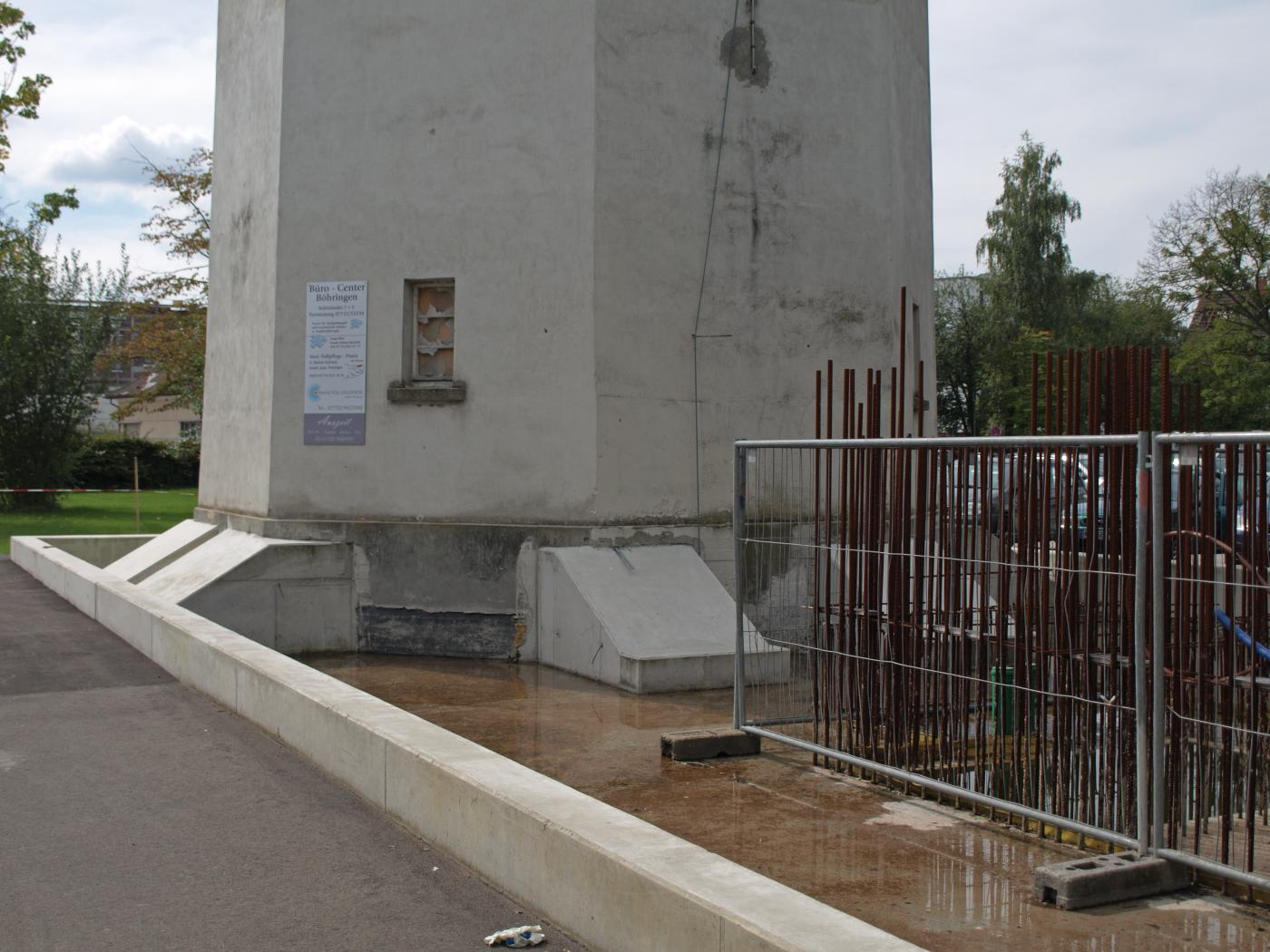
Fundament des geplanten Hochhauses und Beckenumrandung am Fuß des alten Turms
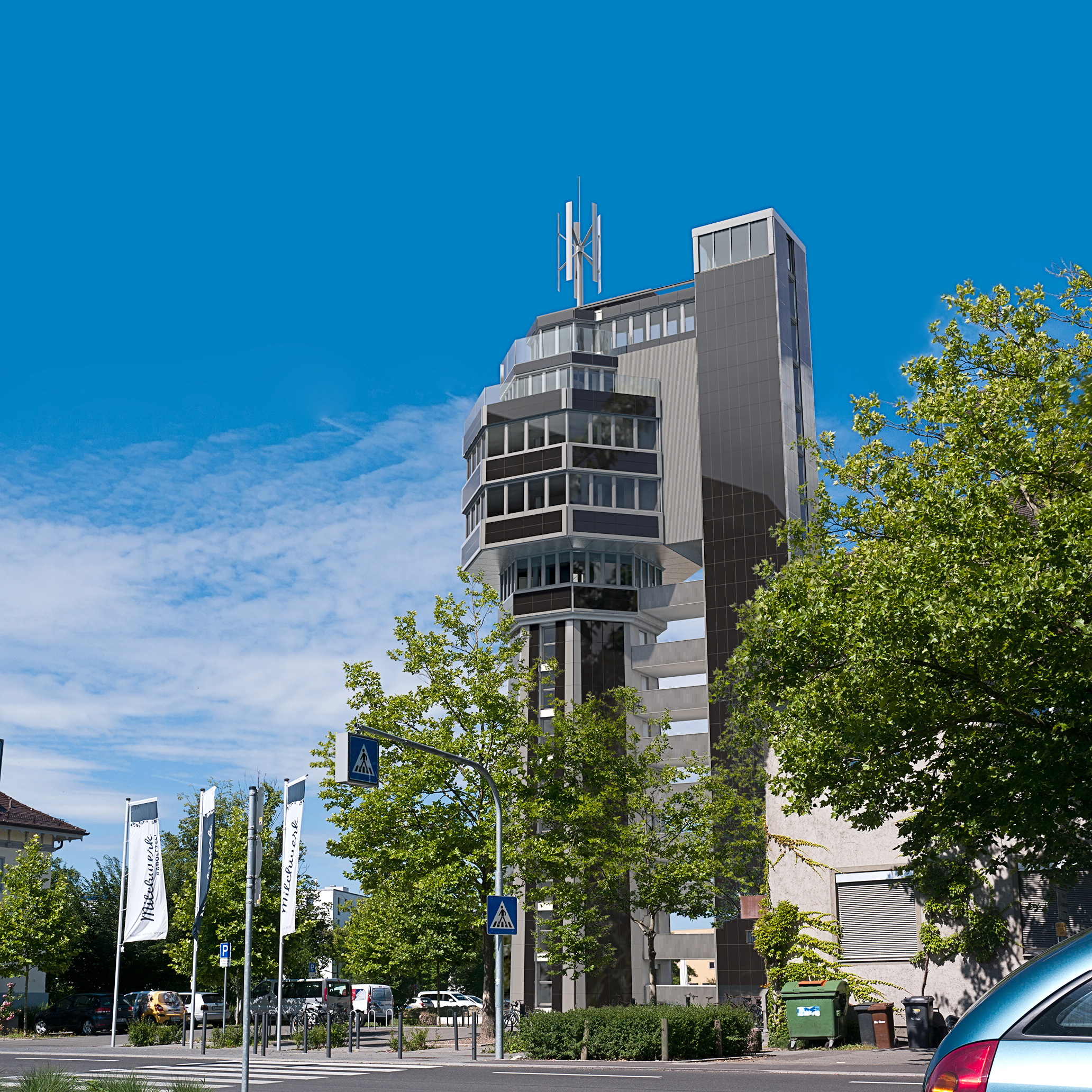
3D-Simulation aquaTurm Designhotel
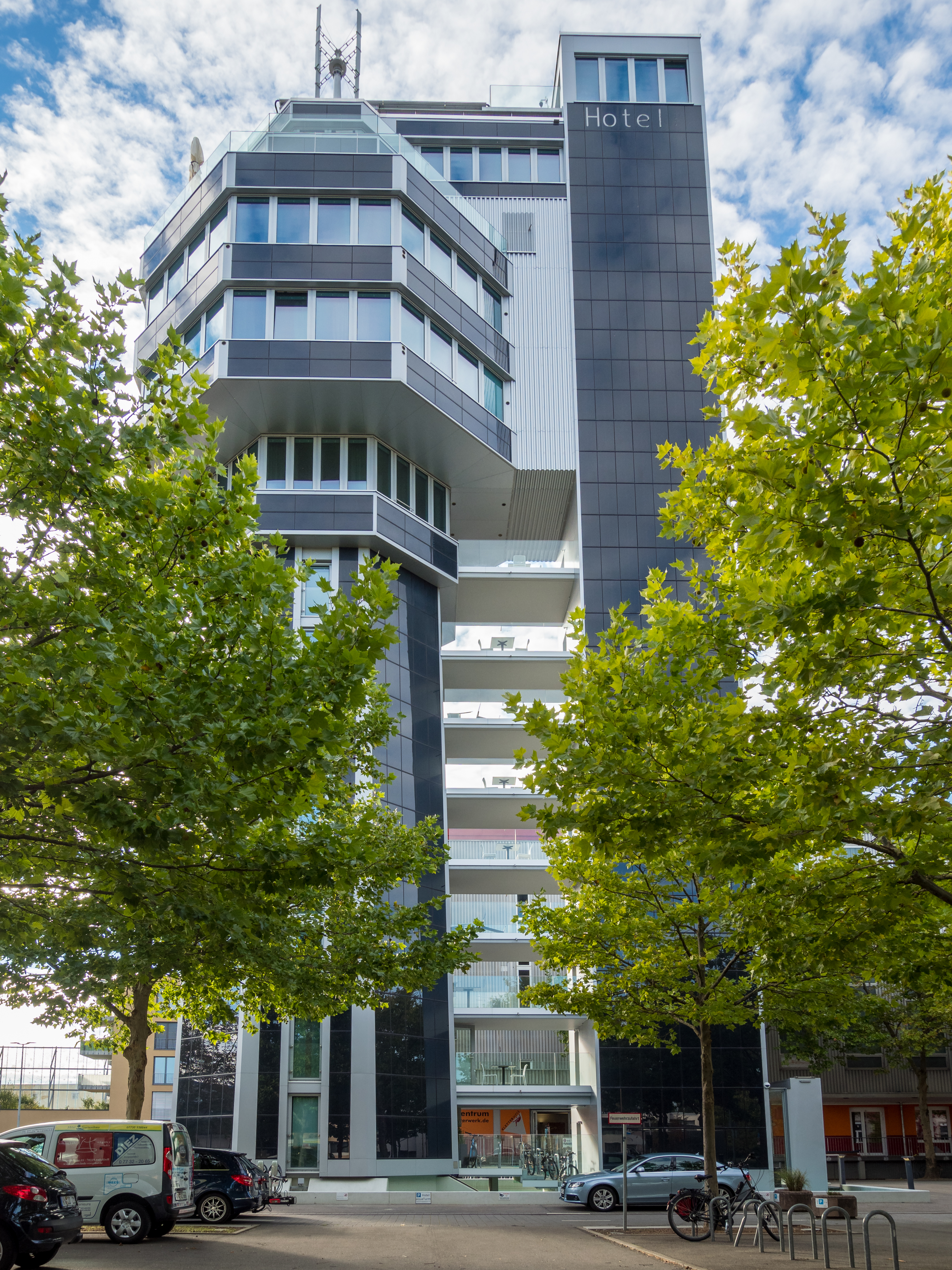
AquaTurm Hotel
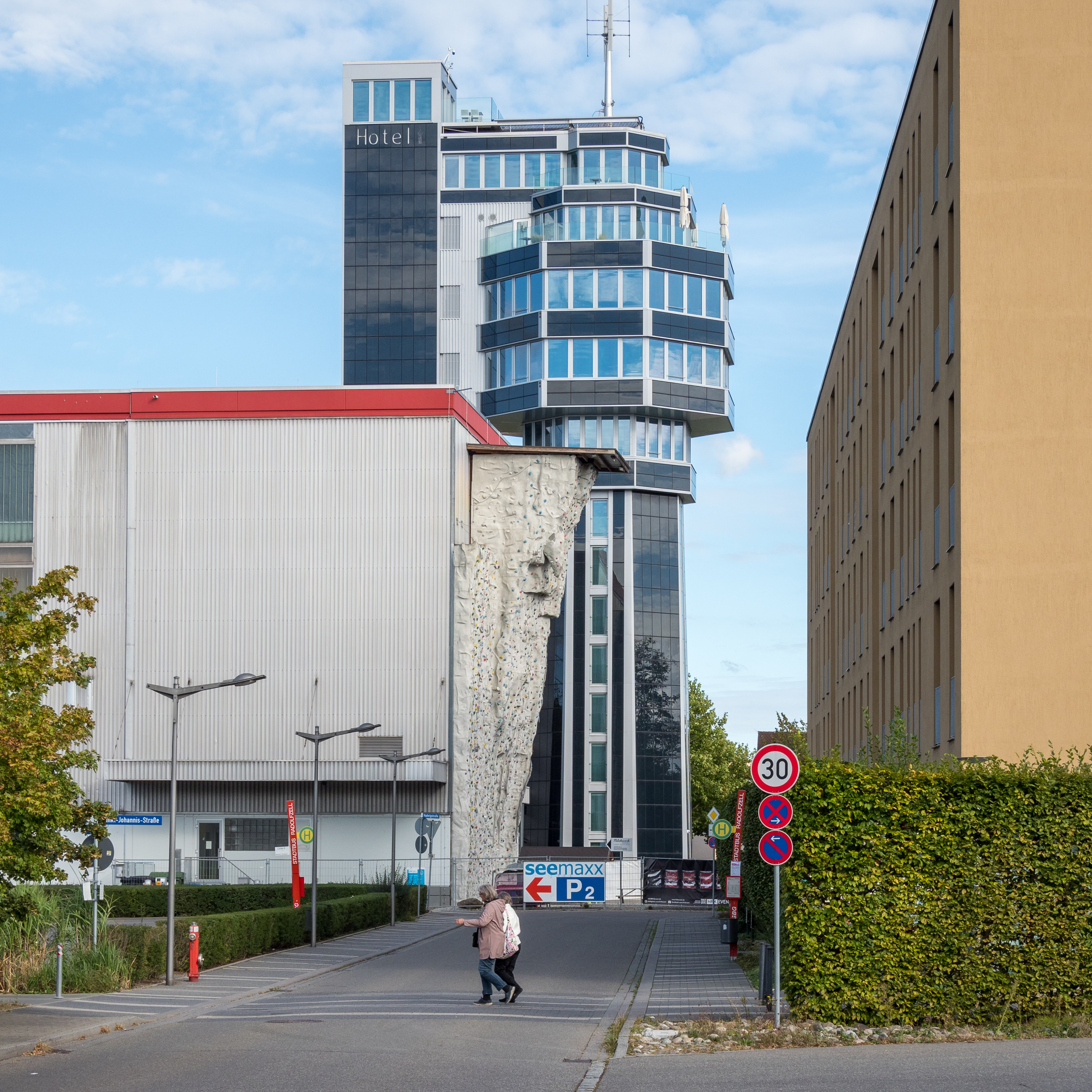
Hotel Aquaturm und Kletterwerk DAV